# Jan Lake
Jan Lake är en sjö i Kanada.   Den ligger i provinsen Saskatchewan, i den centrala delen av landet, 2 200 km väster om huvudstaden Ottawa. Jan Lake ligger 310 meter över havet. Arean är 123 kvadratkilometer. Den sträcker sig 24,2 kilometer i nord-sydlig riktning, och 16,3 kilometer i öst-västlig riktning.
I omgivningarna runt Jan Lake växer i huvudsak barrskog. Trakten runt Jan Lake är nära nog obefolkad, med mindre än två invånare per kvadratkilometer.